# ロクルム島
座標: 北緯42度38分 東経18度07分 / 北緯42.633度 東経18.117度

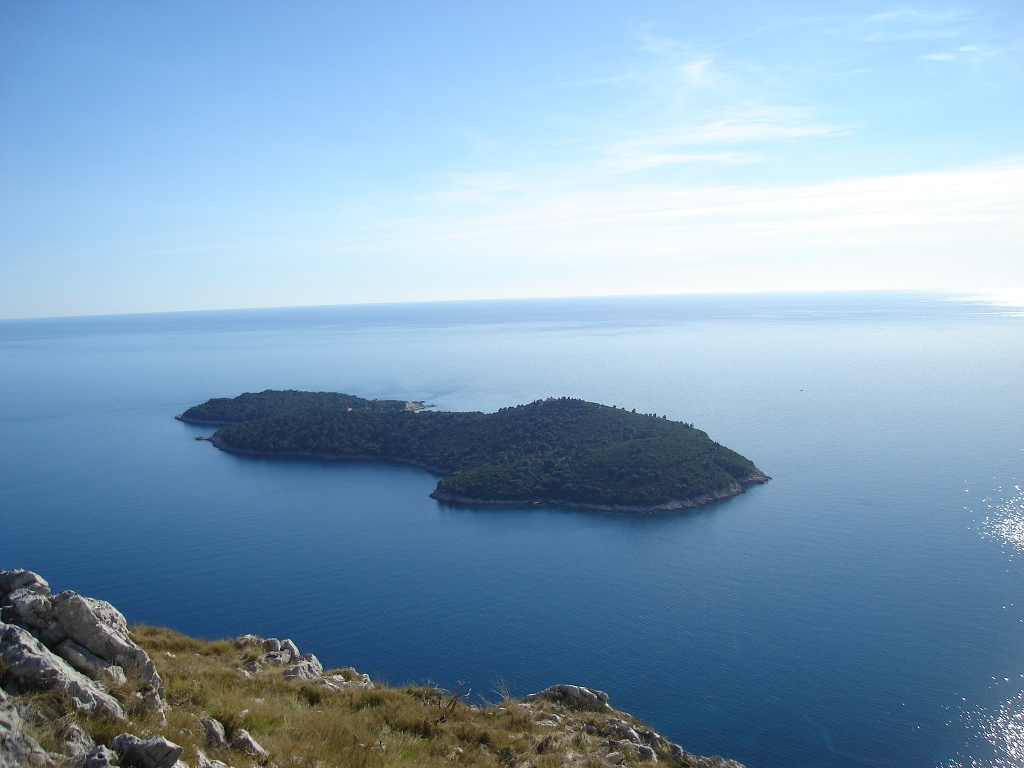
ロクルム島

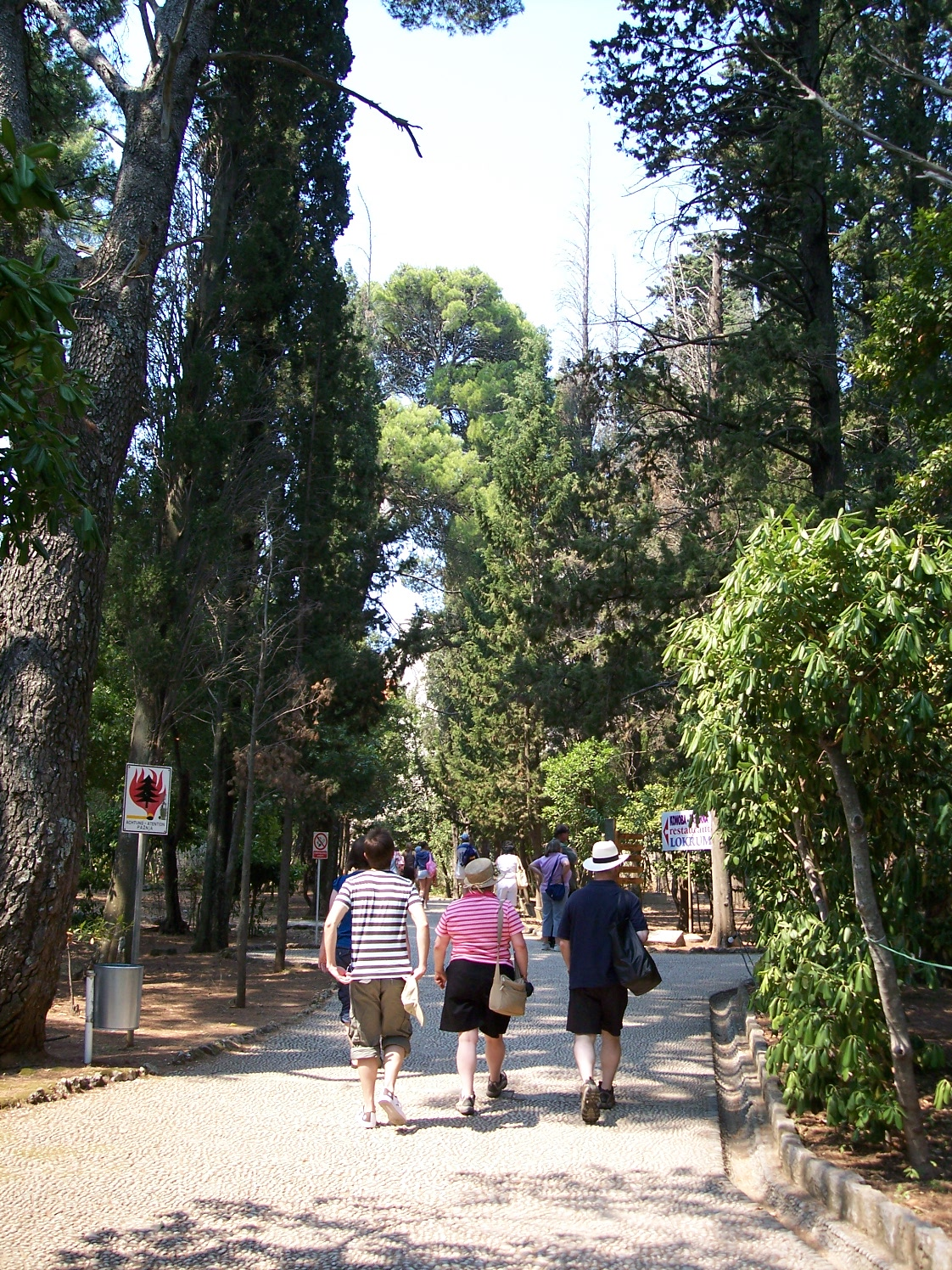
植物園

ロクルム島（クロアチア語: Lokrum,イタリア語: Lacroma）はクロアチアの都市ドゥブロヴニクの沖合約600mのアドリア海に浮かぶ島で、島の最高地点は海抜96mである。オーストリア大公マクシミリアンは島にかつて別荘を所有していた。修道院や植物園はマクシミリアンの時代から残っており、島の最高地点はフランスにより要塞が築かれているが後にオーストリアの人々はこれをマクシミリアンの塔と名付けている。

## 歴史
ロクルム島が最初に言及されたのは1023年のことで、ベネディクト会の修道院が設立されたことに始まる。ロクルムの名称はラテン語のacrumenから来ており、酸っぱい果物を意味する。これは伝統的に外来の植物が島で栽培されていたことに関連し、ベネディクト会が始めていた。1808年になるとベネディクト会は島から離れることになる。地元の言い伝えによれば、最後の夜に修道士たちは誰もが自分の将来を探し求めるように島に呪いをかけていると言われている。伝説によれば、1192年にイングランド王リチャード1世は十字軍の遠征の帰途で船が難破したが安全にロクルムの岸に漂着したとされ、このことによる信仰心から島に教会を建てることにした。しかし、ドゥブロヴニク市民の嘆願から本土の近隣に代わりに建てられた。
ハプスブルク家のマクシミリアン大公は1859年に島に滞在用の邸宅を築き、大きな庭園も築かれている。ロクルム島はもともと、マクシミリアン大公の妻であるシャルロッテ・フォン・ベルギエンが結婚持参金の一部として購入したものであったが、マクシミリアン夫妻がメキシコ帝国の皇帝、皇后になった後もシャルロッテの所有権は維持されていた。マクシミリアン大公が処刑された後にオーストリアのフランツ・ヨーゼフ1世とベルギーのレオポルド2世との間で取り決められた協定により島の所有権はハプスブルク家のものとなった。シャルロッテが精神に異常をきたすと、レオポルド2世は、マクシミリアン大公とシャルロッテ大公妃がオーストリアで所有していた資産を要求する権利を捨てている。ロクルム島はオーストリアの大公女エリーザベトの結婚持参金の一部として与えられた。ユーゴスラビアはサン＝ジェルマン条約を元に領有権を要求していたが、エリーザベトは結婚の際に権利を放棄しハプスブルク家からは離れていたため、ユーゴスラビアには資産を没収する権利は無かった。この件に関しては、エリーザベト大公女に575,000ドルを支払うことによって解決された。
1959年に植物園がロクルム島に設立された。その中には自生した物や熱帯、亜熱帯の植物が含まれ、オーストラリアや南アメリカ由来の植物が含まれていた。島にはマクシミリアンがカナリア諸島から持って来たクジャク類もいる。ロクルム島は現在、ドゥブロヴニクへやって来る観光客に人気のある観光地になっている。レストランが以前の修道院にあり、散策路も整備されている。また、島の南東部はヌーディストビーチになっている。